# Kamanjab (Wahlkreis)
Der Wahlkreis Kamanjab ist ein Wahlkreis im Westen der Region Kunene in Namibia. Er hat 11.349 Einwohner (Stand 2023) auf einer Fläche von 17.131 Quadratkilometern.
Kreissitz ist das gleichnamige Dorf Kamanjab.

## Wahlen
| Wahl | Name                 | Partei | Stimmenanteil |
| ---- | -------------------- | ------ | ------------- |
| 1992 | Esegiel Uirab        | SWAPO  | 51,1 %        |
| 1998 | Themistokles Murorua | UDF    | 41,8 %        |
| 2004 | Themistokles Murorua | UDF    | 51,7 %        |
| 2010 | Themistokles Murorua | UDF    | 50,7 %        |
| 2015 | Angenesia Tjaritje   | SWAPO  | 56,5 %        |
| 2020 | Nico Somaeb          | UDF    | 49,8 %        |